# Izgrev, Blagoevgrad
Izgrev (în bulgară Изгрев) este un sat  în Obștina Blagoevgrad, Regiunea Blagoevgrad, Bulgaria.

## Demografie
Componența etnică a satului Izgrev
     Bulgari (65,1%)
     Nicio identificare (34,89%)
     Altele (0%)
La recensământul din 2011, populația satului Izgrev era de 576 locuitori. Din punct de vedere etnic, majoritatea locuitorilor (65,1%) erau bulgari. Pentru 34,89% din locuitori nu este cunoscută apartenența etnică.